# Augustus Daniel Imms

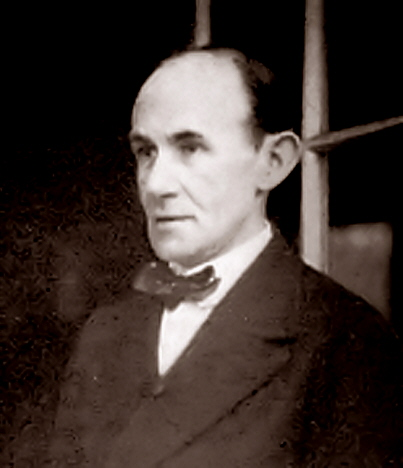
Augustus Daniel Imms

Augustus Daniel Imms  (* 14. August 1880 in Moseley, Birmingham; † 3. April 1949 in Tipton St. John) war ein britischer Entomologe.

## Leben
Imms studierte Biologie am Mason University College in Birmingham und an der Universität London mit dem Bachelor-Abschluss in Zoologie 1903. Danach war er Assistent von Thomas William Bridge (1849–1909) in Birmingham und nach Erhalt eines 1851 Exhibition Stipendiums nach Cambridge zu Arthur Everett Shipley. 1911 wurde er staatlicher Entomologe in der indischen Forstverwaltung in Dehra Dun. 1913 ging er aus Gesundheitsgründen wieder nach England und wurde Reader für landwirtschaftliche Entomologie unter dem Inhaber des Zoologie-Lehrstuhls  Sydney J. Hickson in Manchester. 1918 wurde er Chef-Entomologe der Rothamsted Experimental Station.
Er ist bekannt für sein in englischsprachigen Ländern erfolgreiches Lehrbuch der Entomologie, das zuerst 1925 erschien. Nach seinem Tod erlebte es zwei weitere Auflagen mit Owain Richards und Richard Gareth Davies als Herausgebern (bis zur 10. Auflage 1977).

## Mitgliedschaft
1947 wurde Imms in die American Academy of Arts and Sciences gewählt.
Er war Fellow der Royal Society und der Royal Entomological Society.

## Schriften
- A general textbook of entomology. Including the anatomy, physiology, development and classification of insects. Methuen, London 1925, (zahlreiche Auflagen).
- Recent advances in entomology. Churchill, London 1931, (Digitalisat; 2nd edition.  Churchill, London 1937).
- Insect Natural History (= The New Naturalist.). Collins, London 1947.
- mit Frederick Ernest Weiss, Wilfrid Robinson: Plants in Health and Disease being An Abstract of a Course of Lectures delivered in the University of Manchester during the session 1915–16. University Press u. a., Manchester u. a. 1916, (Biodiversity Library).